# За наших любимых
«За наших любимых» (фр. À nos amours) — французский фильм режиссёра Мориса Пиала 1983 года. В 1984 году лента получила 2 награды премии «Сезар»: за лучший фильм и премию самой перспективной молодой актрисе (Сандрин Боннер). Фильм лауреат премии Луи Деллюка.

## Сюжет
15-летняя Сюзанна живёт в Париже и ведет обычную жизнь девочки-подростка. Она находит свой круг подруг, которые, как и она — школьницы и выходцы из семейного среды ремесленников и торговцев. Их родители тяжело работают и оставляют детей одних на целый день. Девушки не просто соучастники своих заигрываний и приключений, они воспроизводят то, чего им не хватает — заботливую семью.
Поведение Сюзанны сильно меняется, когда отец уходит из семьи к другой женщине. Сюзанна начинает вести беспорядочную сексуальную жизнь. В неё влюбляются двое, но сама она может быть счастлива только с третьим парнем по имени Люк. Она спит со всеми, кто ею заинтересуется, кроме него. Поведение Сюзанны создает кучу проблем дома и вызывает возмущение матери и брата. Но ничто не может заставить Сюзанну отказаться от своего образа жизни, в нём она видит спасение от разброда, в который погрузилась её некогда счастливая семья. Чувствуя давление матери и брата, одинокая и обиженная Сюзанна выходит замуж и улетает в Америку.

## В ролях
| Актёр           | Роль     |
| --------------- | -------- |
| Сандрин Боннер  | Сюзанна  |
| Доминик Беснеар | Робер    |
| Морис Пиала     | отец     |
| Сирил Коллар    | Жан-Пьер |
| Пьер-Лу Ражо    | Бернар   |